# Petr Arenberger
Petr Arenberger (* 4. Dezember 1958 in Prag) ist ein tschechischer Mediziner, Hochschullehrer und war im Jahr 2021 kurzzeitig Gesundheitsminister der Tschechischen Republik.

## Leben
Arenberger wurde im Mai 2018 vom Abgeordnetenhaus des Parlaments der Tschechischen Republik zum Mitglied im Aufsichtsgremium des Tschechischen Rundfunks gewählt.
Seit Oktober 2019 ist er Leiter des Universitätskrankenhauses in Prag-Vinohrady (Fakultní nemocnice Královské Vinohrady).
Am 7. April 2021 wurde er in der Regierung Andrej Babiš II der vierte Gesundheitsminister und trat damit die Nachfolge von Jan Blatný an.
Am 25. Mai 2021 trat er vom Posten des Gesundheitsministers wegen Vorwürfen von Steuerdelikten zurück. Als Nachfolger wurde Adam Vojtěch vorgeschlagen, der dieses Amt bereits zuvor innehatte.